# A Division 1967-1968 (Irlanda)
La stagione 1967-1968 è stata la quarantasettesima edizione della League of Ireland, massimo livello del calcio irlandese.

## Classifica finale
|  | Pos. | Squadra         | Pt | G  | V  | N | P  | GF | GS | DR  |
|  | ---- | --------------- | -- | -- | -- | - | -- | -- | -- | --- |
|  | 1.   | Waterford       | 34 | 22 | 16 | 2 | 4  | 59 | 18 | +41 |
|  | 2.   | Dundalk         | 30 | 22 | 14 | 2 | 6  | 44 | 24 | +20 |
|  | 3.   | Cork Celtic     | 30 | 22 | 12 | 6 | 4  | 40 | 27 | +13 |
|  | 4.   | Shamrock Rovers | 27 | 22 | 11 | 5 | 6  | 44 | 26 | +18 |
|  | 5.   | Drogheda        | 26 | 22 | 10 | 6 | 6  | 33 | 29 | +4  |
|  | 6.   | Limerick        | 20 | 22 | 9  | 2 | 11 | 35 | 45 | -10 |
|  | 7.   | Shelbourne      | 19 | 22 | 8  | 3 | 11 | 32 | 36 | -4  |
|  | 8.   | Drumcondra      | 20 | 22 | 6  | 7 | 9  | 31 | 35 | -4  |
|  | 9.   | St Patrick's    | 19 | 22 | 7  | 4 | 11 | 29 | 46 | -17 |
|  | 10.  | Cork Hibernians | 19 | 22 | 6  | 5 | 11 | 19 | 28 | -9  |
|  | 11.  | Sligo Rovers    | 16 | 22 | 6  | 4 | 12 | 24 | 48 | -24 |
|  | 12.  | Bohemians       | 8  | 22 | 2  | 4 | 16 | 20 | 48 | -28 |

Legenda:

         Campione d'Irlanda 1967-1968 e qualificata in Coppa dei Campioni 1968-1969
         Vincitrice della FAI Cup e qualificata in Coppa delle Coppe 1968-1969 
         Qualificate in Coppa delle Fiere 1968-1969
Note:
Due punti a vittoria, uno a pareggio, zero a sconfitta.

## Statistiche

### Squadre
| Record - Maggior numero di vittorie: Waterford (16) - Minor numero di sconfitte: Waterford e Cork Celtic (4) - Miglior attacco: Waterford (54) - Miglior difesa: Waterford (18) - Miglior differenza reti: Waterford (+41) - Maggior numero di pareggi: Drumcondra (7) - Minor numero di vittorie: Bohemians (2) - Maggior numero di sconfitte: Bohemians (16) - Peggiore attacco: Cork Hibernians (19) - Peggior difesa: Sligo Rovers e Bohemians (48) - Peggior differenza reti: Bohemians (-28) |